# Hermann Burmeister
Hermann Burmeister, niem. Carl Hermann Conrad Burmeister (ur. 15 stycznia 1807 w Stralsundzie, zm. 2 maja 1892 w Buenos Aires) – niemiecki zoolog i entomolog, autor prawie 300 prac naukowych.